# Svalutjärnen, Hälsingland
Svalutjärnen är en sjö i Ljusdals kommun i Hälsingland och ingår i Delångersåns huvudavrinningsområde.